# Jealous of My Boogie
Jealous of My Boogie är den andra singeln som släpptes från RuPauls album Champion. Singeln släpptes på iTunes den 16 juni 2009 som en del av EP:n Jealous of My Boogie - The RuMixes, och släppt igen som spår två på Champion-albumet. Singeln innehåller ringsignaler och minnesvärda uttryck från RuPauls dragrace liksom en ny version av "Cover Girl" med rap-inslag av Bebe Zahara Benet, vinnaren av första säsongens dragrace.
RuPaul uppträdde med låten i TV för första gången under prisgalan NewNowNext Awards.
Musikvideon till Jealous of My Boogie publiceades 11  maj 2009 i vilken Chi Chi LaRue medverkar. En andra musikvideo till låten, i regi av Mathu Andersen där de tre finalisterna av RuPauls dragrace andra säsong släpptes 27 april 2010.

## Spårlista
| Nr  | Titel                                                   | Längd |
| --- | ------------------------------------------------------- | ----- |
| 1.  | Jealous Of My Boogie (Gomi & RasJek)                    | 6:19  |
| 2.  | Lipsync For Your Life (Ringtone)                        | 0:11  |
| 3.  | Jealous Of My Boogie (Vibelicious' Jealous Of My Booty) | 3:37  |
| 4.  | Drag Race (Original Theme)                              | 0:53  |
| 5.  | Jealous Of My Boogie (Macutchi's Wizard's Sleeve)       | 6:24  |
| 6.  | Charisma, Uniqueness... (Ringtone)                      | 0:08  |
| 7.  | Jealous Of My Boogie (Mykonos RevoLucian)               | 3:56  |
| 8.  | Cover Girl (feat. Bebe Zahara Benet)                    | 3:00  |
| 9.  | Jealous Of My Boogie (Ranny vs. The Popstar Edit)       | 3:50  |
| 10. | Cameroon (Ringtone)                                     | 0:08  |
| 11. | Jealous Of My Boogie (Ruru & Rozy Disco)                | 3:26  |
| 12. | Gentlemen, Start Your Engines (Ringtone)                | 0:11  |
| 13. | Jealous Of My Boogie (RevoLucian's F**k It Up)          | 4:47  |
| 14. | Sashay Away (Ringtone)                                  | 0:11  |
| 15. | Jealous Of My Boogie (Gomi & RasJek Edit)               | 3:34  |
| 16. | Cover Girl (Acappella)                                  | 2:44  |
| 17. | Jealous Of My Boogie (Ranny vs. The Popstar)            | 7:08  |